# Лиман-Дунайський
Лима́н-Дуна́йський — пасажирський залізничний зупинний пункт Одеської дирекції Одеської залізниці на лінії Абаклія — Джурджулешти.
Розташований поблизу села Лиманське Ренійського району Одеської області між станціями Фрикацей (4 км) та Рені-Наливна (7 км).
Обслуговується приміським поїздом Рені — Етулія двічі на добу. У зимовий час залізниця єдиний транспортний засіб для мешканців села Лиманське.